# Ytterstbådarna
Ytterstbådarna är öar i Finland. De ligger i Norra kvarken och i kommunen Korsholm i landskapet Österbotten, i den västra delen av landet. Öarna ligger omkring 16 kilometer väster om Vasa och omkring 380 kilometer nordväst om Helsingfors.
Arean för den av öarna koordinaterna pekar på är 0,8 hektar och dess största längd är 110 meter i öst-västlig riktning. Närmaste större samhälle är Vasa, 14,6 km öster om Ytterstbådarna.